# 瑞安·富爾頓
瑞安·富爾頓（英語：Ryan Fulton；1996年5月23日—）是蘇格蘭的一位足球運動員，在場上的位置是守門員。他現在效力於蘇格蘭足球超級聯賽球隊漢密爾頓學院。他也代表蘇格蘭各級國青隊參賽。

## 外部連結
- Ryan Fulton profile at the official Liverpool F.C. website
- 足球数据库：瑞安·富爾頓的球员统计数据